# 張雲翱
張雲翱（1545年—？），字文升，山西平陽府解州安邑縣人，明朝政治人物、進士出身。

## 生平
河東運司學生。萬曆元年（1573年）癸酉科山西鄉試第四十七名，萬曆二年（1574年）登甲戌科進士會試第九十一名，第三甲第四十一名。授山东掖县知县，萬曆六年（1578年）調直隸曲周縣。官至吏部考功司郎中。

## 家族
曾祖父張琢，曾任恩例冠帶；祖父張訥，封南京戶部員外郎；父張良貴，曾任知縣。母馬氏。具庆下。